# Tomanivi
Mount Tomanivi je vyhaslá sopka v severní části náhorní planiny Nadrau Plateau na Viti Levu. Svou výškou 1324 m (4344 stop) je Mount Tomanivi nejvyšší horou Fidži. Dříve se jmenovala Mount Victoria.
Cesta na vrchol Tomanivi vede z vesnice Navai.
Hlavní říční systémy, Rewa, Navua, Sigatoka a Ba, pramení v této centrální horské oblasti.